# Carol Ann Susi
Carol Ann Susi (* 2. Februar 1952 in Brooklyn, New York City; † 11. November 2014 in Los Angeles, Kalifornien) war eine US-amerikanische Film- und Theater-Schauspielerin.

## Leben
Susi war italienischer Abstammung. Sie erlernte die Schauspielerei im HB Studio in New York City und zog in den 1970ern nach Los Angeles. In den folgenden Jahren trat sie hauptsächlich als Nebendarstellerin in Spielfilmen und als Gastdarstellerin in Fernsehserien auf. Ihre bekannteste Rolle war die der Mrs. Wolowitz in der Sitcom The Big Bang Theory, die sie in 39 Folgen der Serie als Stimme aus dem Off verkörperte. Neben ihrer Film- und Fernsehtätigkeit arbeitete Susi auch als Theaterschauspielerin und als Sprecherin für zwei Computerspiele. Am 11. November 2014 starb sie an Krebs.

## Filmografie
- 1974: Kolchak: The Night Stalker (Fernsehserie, 3 Folgen)
- 1975: The Big Rip-Off (Fernsehfilm)
- 1975: McMillan & Wife (Fernsehserie, 1 Folge)
- 1976: Reich & arm (Rich Man, Poor Man, Fernsehserie, 1 Folge)
- 1981: Leave ‘em Laughing (Fernsehfilm)
- 1984: Der Hollywood-Clan (Love Scenes)
- 1987: Nichts als Ärger mit dem Typ (Outrageous Fortune)
- 1987: My Sister Sam (Fernsehserie, 1 Folge)
- 1987: Das Geheimnis meines Erfolges (The Secret of My Succe$s)
- 1987: Simon & Simon (Fernsehserie, 1 Folge)
- 1987: Jake und McCabe – Durch dick und dünn (Jake and the Fatman, Fernsehserie, 1 Folge)
- 1989: Blood Red – Stirb für dein Land (Blood Red)
- 1989: Wedding Band
- 1989: Wer ist hier der Boss? (Who’s the Boss?, Fernsehserie, 1 Folge)
- 1990: Unser lautes Heim (Growing Pains, Fernsehserie, 1 Folge)
- 1990: Harrys wundersames Strafgericht (Night Court, Fernsehserie, 1 Folge)
- 1990: Murphy Brown (Fernsehserie, 1 Folge)
- 1990: Das Schlitzohr von der Mafia (My Blue Heaven)
- 1990: Ärger mit Eduard (Masters of Menace)
- 1990: Head of the Class (Fernsehserie, 1 Folge)
- 1990: The New Adam-12 (Fernsehserie, 1 Folge)
- 1990: Paarweise glücklich (Married People, Fernsehserie, 1 Folge)
- 1990: Genetic Killers (Fernsehfilm)
- 1991: Cheers (Fernsehserie, 1 Folge)
- 1991: Doogie Howser, M.D. (Fernsehserie, 1 Folge)
- 1992: Seinfeld (Fernsehserie, 2 Folgen)
- 1992: Der Tod steht ihr gut (Death Becomes Her)
- 1992: College Fieber (A Different World, Fernsehserie, 1 Folge)
- 1992: Verrückt nach dir (Mad About You, Fernsehserie, 1 Folge)
- 1993: Blossom (Fernsehserie, 1 Folge)
- 1993: Die Farbe des Blutes (Under Investigation)
- 1994: New York Cops – NYPD Blue (NYPD Blue, Fernsehserie, 1 Folge)
- 1995: Pointman (Fernsehserie, 1 Folge)
- 1995–1996: Eine schrecklich nette Familie (Married with Children, Fernsehserie, 3 Folgen)
- 1996: Quaina (Kurzfilm)
- 1996: The Home Court (Fernsehserie, 1 Folge)
- 1996: Emergency Room – Die Notaufnahme (ER, Fernsehserie, 1 Folge)
- 1996: Edie & Pen
- 1996: Something So Right (Fernsehserie, 1 Folge)
- 1996: Die Stunde der Teufelinnen (Wedding Bell Blues)
- 1997: Kreativ sein ist alles (Fired Up, Fernsehserie, 1 Folge)
- 1997: American Shrimps (Eat Your Heart Out)
- 1998: Just Shoot Me – Redaktion durchgeknipst (Just Shoot Me!, Fernsehserie, 1 Folge)
- 1998: Mafia! – Eine Nudel macht noch keine Spaghetti! (Jane Austen’s Mafia!)
- 1998: Oh Baby (Fernsehserie, 1 Folge)
- 1998: Sabrina – Total Verhext! (Sabrina, the Teenage Witch, Fernsehserie, 1 Folge)
- 1998: Becker (Fernsehserie, 1 Folge)
- 1998: USA High (Fernsehserie, 1 Folge)
- 1998: Waiting for Woody (Kurzfilm)
- 2000: The Amati Girls
- 2000: City Guys (Fernsehserie, 1 Folge)
- 2000: Tempest Eye
- 2000–2005 King of Queens (Fernsehserie, 2 Folgen)
- 2001: Rude Awakening – Nur für Erwachsene! (Rude Awakening, Fernsehserie, 1 Folge)
- 2001: That’s Life (Fernsehserie, 1 Folge)
- 2001: Six Feet Under – Gestorben wird immer (Six Feet Under, Fernsehserie, 1 Folge)
- 2001: Cats & Dogs – Wie Hund und Katz (Cats & Dogs)
- 2002: Duty Dating
- 2004: Liebe zum Dessert (Just Desserts, Fernsehfilm)
- 2004: Ein Witzbold namens Carey (The Drew Carey Show, Fernsehserie, 1 Folge)
- 2005: McBride: It’s Murder, Madam (Fernsehfilm)
- 2005: Out of Practice – Doktor, Single sucht … (Out of Practice, Fernsehserie, 1 Folge)
- 2006: Love, Inc. (Fernsehserie, 1 Folge)
- 2006: Die wilden Siebziger (That ‘70s Show, Fernsehserie, 2 Folgen)
- 2006: Coffee Date
- 2007: Journeyman – Der Zeitspringer (Journeyman, Fernsehserie, 1 Folge)
- 2007–2014, 2017: The Big Bang Theory (Fernsehserie, 40 Folgen)
- 2008: Alles Betty! (Ugly Betty, Fernsehserie, 1 Folge)
- 2008: Red Velvet
- 2008: Grey’s Anatomy (Fernsehserie, 1 Folge)
- 2010: Ehe ist… (’Til Death, Fernsehserie, 1 Folge)
- 2011: Meine erfundene Frau (Just Go with It)
- 2014: A Life, Taken (Kurzfilm)
- 2019: Young Sheldon (Fernsehserie, Folge 2x22 – Archivstimme)